# هجوم سوق أم درمان 2025
مجزرة سوق أم درمان في الأول من فبراير 2025، قُتل 56 شخصًا وجُرح 158 آخرون بعد قصف مكثف شنته قوات الدعم السريع المتمردة على سوق في مدينة أم درمان، المدينة التوأم للخرطوم. ووفقًا للسلطات الصحية السودانية، وقع الهجوم في سوق صابرين بعد مكاسب كبيرة حققها الجيش السوداني في الخرطوم.

## المجزرة
أعلن والي ولاية الخرطوم أحمد عثمان حمزة مقتل 52 وإصابة العشرات من المدنيين جراء قصف قوات الدعم السريع سوق صابرين وعددا من الأحياء بمنطقة الثورة بمحلية كرري شمالي مدينة أم درمان غربي العاصمة الخرطوم، وقبل يوم واحد من الهجمات على السوق، تعهد قائد قوات الدعم السريع وزعيمها حميدتي باستعادة العاصمة من القوات المسلحة السودانية. جاءت الأدلة على ما حدث بعد أن أعلنت مصادر طبية عن الهجمات، حيث تم نقل العديد من المدنيين الجرحى إلى المستشفيات القريبة من أجل رعايتهم.

## ردود الفعل
- قوات الدعم السريع: أنكرت قوات الدعم السريع مسؤوليتها عن الهجوم، وقالت أنها لم تستهدف أية مواقع مأهولة بالسكان في أم درمان، ونفت صلتها بعمليات قصف طالت سوق صابرين، فيما إدغت أن جميع المقذوفات المدفعية على منطقة الثورات تنطلق من منصات عسكرية للجيش ومليشياته “بهدف التغطية على جرائمهم”.[3]